# طوطی تیزپرواز
طوطی تیزپرواز (نام علمی: Lathamus discolor) نام یک گونه از خانواده طوطیان است.